# Dianema
Dianema är ett släkte fiskar i familjen pansarmalar som förekommer i Sydamerika. De är till kroppsformen avlånga, särskilt i förhållande till pansarmalar i släktena Brochis och Corydoras, och blir som vuxna 8,2 till 8,4 centimeter långa.

## Lista över arter
Släktet Dianema omfattar två arter, vilka båda ibland dessutom förekommer som akvariefiskar:
- Dianema longibarbis Cope, 1872 – skottgluggsmal – släktets typart, förekommer i Brasilien och Peru[3]
- Dianema urostriatum (Miranda Ribeiro, 1912) – flaggstjärtsmal – förekommer i Brasilien[4]